# Robert Robinson (ministro battista)
Robert Robinson (Swaffham, 27 settembre 1735 – Birmingham, 9 giugno 1790) è stato un teologo inglese.
Nel 1752 aderì al metodismo e fu predicatore a Mildenhall e Norwich. Divenuto battista nel 1759, fu parroco di Cambridge. Ebbe il coraggio di indirizzare una veemente predica contro la tratta degli schiavi (1772).